# Ivan Isihast
Sveti Ivan Isihast (grč. Ἅγιος Ἰωάννης ὁ Ἡσυχαστής; 8. siječnja 454. – 13. svibnja 558.) bio je kršćanski svetac. Znan je i kao Ivan Tihi. Slavi se 13. svibnja u Rimokatoličkoj Crkvi te 3. prosinca u Pravoslavnim Crkvama i Istočnim katoličkim crkvama.
Rođen je u Nikopolu, Armenija. Roditelji su mu umrli kad je Ivan imao 18 godina. Ivan je potekao iz obitelji generala i guvernera.
U dobi od dvadeset i osam godina, Ivan je postao biskup Kolonije. On sam, međutim, nije htio biti biskup te je odustao od te karijere. Otišao je u Jeruzalem.
Prema riječima njegova biografa, Ivan je molio svog Boga jedne noći te je vidio križ u zraku. To je navodno bila vizija koja ga je usmjerila prema samostanu Sabe Posvećenoga. Uspio je ući u samostan te je sam Saba dopustio Ivanu da ima vlastiti prostor za molitvu.
Saba je preporučio Ivana patrijarhu Iliji Jeruzalemskom.
Ivan je otišao u pustinju te je proveo 6 godina tamo. „Razgovarao je“ samo s Bogom. Zbog svoje skromnosti i želje da život provede što je moguće više u tišini, postao je veoma poznat te su poslije, kad se vratio sa Sabom u zajednicu, ljudi počeli dolaziti k njemu tražeći od njega savjete. Jedan od njih bio je i Ćiril od Skitopolisa. On je poslije pisao o Ivanu.